# USL Championship 2019
USL Championship w roku 2019 był dziewiątym sezonem tych rozgrywek. Po raz pierwszy w historii mistrzem USL został klub Real Monarchs, natomiast wicemistrzem Louisville City FC.

## Sezon zasadniczy

### Konferencja Wschodnia
| Lp. | Drużyna                   | M  | Z  | R  | P  | B+ | B- | +/– | Pkt | Kwalifikacja           |
| --- | ------------------------- | -- | -- | -- | -- | -- | -- | --- | --- | ---------------------- |
| 1   | Pittsburgh Riverhounds SC | 34 | 19 | 11 | 4  | 58 | 30 | +28 | 68  | Play off – 1/8 finału  |
| 2   | Nashville SC              | 34 | 20 | 7  | 7  | 59 | 26 | +33 | 67  | Play off – 1/8 finału  |
| 3   | Indy Eleven               | 34 | 19 | 6  | 9  | 48 | 29 | +19 | 63  | Play off – 1/8 finału  |
| 4   | Louisville City FC        | 34 | 17 | 9  | 8  | 58 | 41 | +17 | 60  | Play off – 1/8 finału  |
| 5   | Tampa Bay Rowdies         | 34 | 16 | 10 | 8  | 61 | 33 | +28 | 58  | Play off – 1/8 finału  |
| 6   | New York Red Bulls II     | 34 | 17 | 6  | 11 | 74 | 51 | +23 | 57  | Play off – 1/8 finału  |
| 7   | North Carolina FC         | 34 | 16 | 8  | 10 | 57 | 37 | +20 | 56  | Play off – 1/16 finału |
| 8   | Ottawa Fury FC            | 34 | 14 | 10 | 10 | 50 | 43 | +7  | 52  | Play off – 1/16 finału |
| 9   | Charleston Battery        | 34 | 11 | 13 | 10 | 44 | 44 | 0   | 46  | Play off – 1/16 finału |
| 10  | Birmingham Legion FC      | 34 | 12 | 7  | 15 | 35 | 51 | −16 | 43  | Play off – 1/16 finału |
| 11  | Saint Louis FC            | 34 | 11 | 9  | 14 | 40 | 41 | −1  | 42  |                        |
| 12  | Loudoun United FC         | 34 | 11 | 6  | 17 | 59 | 65 | −6  | 39  |                        |
| 13  | Charlotte Independence    | 34 | 9  | 11 | 14 | 42 | 53 | −11 | 38  |                        |
| 14  | Atlanta United 2          | 34 | 9  | 8  | 17 | 45 | 77 | −32 | 35  |                        |
| 15  | Memphis 901 FC            | 34 | 9  | 7  | 18 | 37 | 52 | −15 | 34  |                        |
| 16  | Bethlehem Steel FC        | 34 | 8  | 7  | 19 | 49 | 78 | −29 | 31  |                        |
| 17  | Hartford Athletic         | 34 | 8  | 5  | 21 | 49 | 80 | −31 | 29  |                        |
| 18  | Swope Park Rangers        | 34 | 6  | 8  | 20 | 46 | 80 | −34 | 26  |                        |

### Konferencja Zachodnia
| Lp. | Drużyna                      | M  | Z  | R  | P  | B+ | B- | +/– | Pkt | Kwalifikacja           |
| --- | ---------------------------- | -- | -- | -- | -- | -- | -- | --- | --- | ---------------------- |
| 1   | Phoenix Rising FC            | 34 | 24 | 6  | 4  | 89 | 36 | +53 | 78  | Play off – 1/8 finału  |
| 2   | Reno 1868 FC                 | 34 | 18 | 6  | 10 | 72 | 51 | +21 | 60  | Play off – 1/8 finału  |
| 3   | Fresno FC                    | 34 | 16 | 9  | 9  | 58 | 44 | +14 | 57  | Play off – 1/8 finału  |
| 4   | Real Monarchs (M)            | 34 | 16 | 8  | 10 | 71 | 53 | +18 | 56  | Play off – 1/8 finału  |
| 5   | Orange County SC             | 34 | 15 | 9  | 10 | 54 | 43 | +11 | 54  | Play off – 1/8 finału  |
| 6   | El Paso Locomotive FC        | 34 | 13 | 11 | 10 | 42 | 36 | +6  | 50  | Play off – 1/8 finału  |
| 7   | Sacramento Republic          | 34 | 14 | 6  | 14 | 50 | 43 | +7  | 48  | Play off – 1/16 finału |
| 8   | Austin Bold FC               | 34 | 13 | 9  | 12 | 53 | 52 | +1  | 48  | Play off – 1/16 finału |
| 9   | Los Angeles Galaxy II        | 34 | 12 | 12 | 10 | 59 | 62 | −3  | 48  | Play off – 1/16 finału |
| 10  | New Mexico United            | 34 | 11 | 13 | 10 | 59 | 57 | +2  | 46  | Play off – 1/16 finału |
| 11  | San Antonio FC               | 34 | 12 | 9  | 13 | 62 | 57 | +5  | 45  |                        |
| 12  | Rio Grande Valley Toros      | 34 | 11 | 8  | 15 | 50 | 58 | −8  | 41  |                        |
| 13  | Las Vegas Lights FC          | 34 | 11 | 8  | 15 | 46 | 56 | −10 | 41  |                        |
| 14  | Portland Timbers 2           | 34 | 10 | 8  | 16 | 65 | 71 | −6  | 38  |                        |
| 15  | OKC Energy FC                | 34 | 9  | 11 | 14 | 45 | 58 | −13 | 38  |                        |
| 16  | Tulsa Roughnecks             | 34 | 8  | 10 | 16 | 45 | 69 | −24 | 34  |                        |
| 17  | Tacoma Defiance              | 34 | 8  | 7  | 19 | 42 | 82 | −40 | 31  |                        |
| 18  | Colorado Springs Switchbacks | 34 | 7  | 6  | 21 | 31 | 65 | −34 | 27  |                        |

## Play Off

### 1/16 finału
| Drużyna 1              | Wynik          | Drużyna 2             |
| ---------------------- | -------------- | --------------------- |
| North Carolina FC      | 2:3            | Birmingham Legion FC  |
| Ottawa Fury FC         | 1:1 (kar. 4:5) | Charleston Battery    |
| Austin Bold FC         | 2:0            | Los Angeles Galaxy II |
| Sacramento Republic FC | 2:1            | New Mexico United     |

### 1/8 finału
| Drużyna 1                 | Wynik          | Drużyna 2              |
| ------------------------- | -------------- | ---------------------- |
| Pittsburgh Riverhounds SC | 7:0            | Birmingham Legion FC   |
| Nashville SC              | 3:1            | Charleston Battery     |
| Indy Eleven               | 1:0            | New York Red Bulls II  |
| Louisville City FC        | 2:1            | Tampa Bay Rowdies      |
| Phoenix Rising FC         | 0:0 (kar. 8:7) | Austin Bold FC         |
| Reno 1868 FC              | 1:3            | Sacramento Republic FC |
| Fresno FC                 | 2:3            | El Paso Locomotive FC  |
| Real Monarchs             | 6:2            | Orange County SC       |

### Ćwierćfinał
| Drużyna 1                 | Wynik       | Drużyna 2              |
| ------------------------- | ----------- | ---------------------- |
| Pittsburgh Riverhounds SC | 1:2 po dog. | Louisville City FC     |
| Nashville SC              | 0:1         | Indy Eleven            |
| Phoenix Rising FC         | 1:2         | Real Monarchs          |
| El Paso Locomotive FC     | 3:0         | Sacramento Republic FC |

### Półfinał
| Drużyna 1     | Wynik       | Drużyna 2             |
| ------------- | ----------- | --------------------- |
| Indy Eleven   | 1:3 po dog. | Louisville City FC    |
| Real Monarchs | 2:1 po dog. | El Paso Locomotive FC |

### Finał
| 17 listopada 2019 | Louisville City FC | 1:31:1raport | Real Monarchs |  |
|                   |                    |              |               |  |